# Les Formidables Aventures de Lapinot
Les Formidables Aventures de Lapinot (ainsi que Les Nouvelles Aventures de Lapinot et Les Aventures de Lapinot) sont des séries de bande dessinée écrites et dessinées par Lewis Trondheim, mettant en scène le personnage de Lapinot.

## Présentation
La série met en scène des animaux anthropomorphes, ce qui permet d'avoir un trait clair et simple tout en permettant de distinguer les personnages et leur donner des expressions variées. Le personnage principal est un lapin, Lapinot, entouré d'une bande d'amis (Richard, Pierrot, Titi, Nadia…). En alternance, les histoires se déroulent dans un environnement urbain contemporain ou dans des mondes empruntés à des univers variés : westerns, Paris au tournant du XXe siècle, Angleterre victorienne, univers de Spirou et Fantasio, etc. La cohérence des albums entre eux est donc variable, mais le ton humoristique reste commun.
Le premier album mettant en scène Lapinot s'intitule Lapinot et les carottes de Patagonie. Publié en noir et blanc chez l'Association en 1992, cet album de 500 pages est un pari de Lewis Trondheim : devenir dessinateur de bandes dessinées en un album qu'il improvise progressivement. Son style graphique est très différent de celui des autres albums de Lewis Trondheim au début de l'histoire, mais devient identique à la fin. La personnalité de Lapinot n'a rien à voir avec ce qu'elle est dans les albums suivants, l'univers de la bande dessinée non plus.
L'album suivant, Slaloms, est également publié en noir et blanc par L'Association en 1993, les suivants en couleur chez Dargaud. Slaloms est par la suite entièrement redessiné et colorisé par l'auteur (comme Hergé l'avait fait pour ses premiers albums) et a le numéro 0 dans la série. La version publiée par L'Association est désormais très recherchée[réf. nécessaire].
Île Bourbon 1730, l'album collaboratif entre Appollo et Lewis Trondheim, est pensé dans un premier temps comme un Lapinot pirate, mais l'idée est ensuite abandonnée.
En 2004, l'album La Vie comme elle vient apporte une fin à la série. Pourtant, en 2017, Lewis Trondheim publie l'album Un monde un peu meilleur chez l'Association, initiant la nouvelle série Les Nouvelles Aventures de Lapinot. Trondheim explique que cette histoire se déroule dans un univers parallèle.
Le tome Les Herbes folles, sorti en 2019, est un recueil d’une histoire réalisée tout au long de 2018 à raison d’une case par jour.

## Personnages principaux
- Lapinot : lapin, protagoniste central des histoires. Il est très terre-à-terre et pince-sans-rire.
- Richard Mammouth : chat, ami de Lapinot. Il agace souvent ce dernier par son immaturité.
- Nadia Cassayrane : souris, journaliste ambitieuse.
- Thierry dit “Titi” : chien, séducteur.
- Pierrot : souris, intello de la bande.
- Félix : canard, geek.

## Albums

### Les Formidables Aventures de Lapinot
Chez Dargaud entre 1995 et 2004, dans la collection Poisson Pilote :
- 0 Slaloms, Dargaud, Paris, 1997
Scénario et dessin : Lewis Trondheim - Couleurs : Brigitte Findakly
 (recréation en couleur de l’album originellement paru à l'Association en 1993)
- 1 Blacktown, Dargaud, Paris, 1995
Scénario et dessin : Lewis Trondheim - Couleurs : Brigitte Findakly
- 2 Pichenettes, Dargaud, Paris, 1996
Scénario et dessin : Lewis Trondheim - Couleurs : Brigitte Findakly
- 3 Walter, Dargaud, Paris, 1996
Scénario et dessin : Lewis Trondheim - Couleurs : Brigitte Findakly
- 4 Amour et interim[3], Dargaud, Paris, 1998
Scénario et dessin : Lewis Trondheim - Couleurs : Brigitte Findakly
- 5 Vacances de printemps[4], Dargaud, Paris, 1999
Scénario : Frank Le Gall - Dessin : Lewis Trondheim - Couleurs : Brigitte Findakly
- 6 Pour de vrai, Dargaud, Paris, 1999
Scénario et dessin : Lewis Trondheim - Couleurs : Brigitte Findakly
- 7 La Couleur de l'enfer, Dargaud, Paris, 2000
Scénario et dessin : Lewis Trondheim - Couleurs : Brigitte Findakly
- 8 La Vie comme elle vient, Dargaud, Paris, 2004
Scénario et dessin : Lewis Trondheim - Couleurs : Brigitte Findakly
- 9 L'Accélérateur atomique, Dargaud, Paris, 2003
Scénario et dessin : Lewis Trondheim - Couleurs : Brigitte Findakly
 (hommage à Spirou et Fantasio)

### Les Nouvelles Aventures de Lapinot
À l'Association depuis 2017 et 2023, dans la collection 48CC pour la plupart des albums :
- 1 Un monde un peu meilleur, L'Association, Paris, 2017
Scénario et dessin : Lewis Trondheim
- 2 Les Herbes folles, L'Association, Paris, 2019
Scénario et dessin : Lewis Trondheim
 (petit format à l’italienne)
- 3 Prosélytisme et morts-vivants, L'Association, Paris, 2020
Scénario et dessin : Lewis Trondheim
- 4 Un peu d’amour, L'Association, Paris, 2020
Scénario et dessin : Lewis Trondheim
- 5 L’Apocalypse joyeuse, L'Association, Paris, 2021
Scénario et dessin : Lewis Trondheim
- 5.1 Sous le trottoir, L'Association, Paris, 2022
Scénario et dessin : Lewis Trondheim
 (format Patte de mouche)
- 5.2 Ultra Secret, L'Association, Paris, 2022
Scénario et dessin : Lewis Trondheim
 (format Patte de mouche)
- 6 Par Toutatis !, L'Association, Paris, 2022
Scénario et dessin : Lewis Trondheim
 (hommage à Astérix)
- 7 Midi à quatorze heures, L'Association, Paris, 2021
Scénario et dessin : Lewis Trondheim
- 8 31 juillet, L'Association, Paris, 2023
Scénario et dessin : Lewis Trondheim
 (petit format à l’italienne)

### Les Aventures de Lapinot
Chez Dargaud à nouveau depuis 2025, hors collection :
- 1 Le Chapeau maudit, Dargaud, Paris, 2025
Scénario et dessin : Lewis Trondheim
- 2 , Dargaud, Paris, 2026
Scénario et dessin : Lewis Trondheim

### Les Formidables Aventures sans Lapinot
Ces albums se déroulent dans l’univers de Lapinot, on y retrouve certains personnages mais Lapinot n’y est pas présent.
Chez Dargaud entre 1997 et 2010, dans la collection Poisson Pilote :
- 1 Les Aventures de l’univers, Dargaud, Paris, 1997
Scénario et dessin : Lewis Trondheim - Couleurs : Brigitte Findakly 
 (seulement une partie prend place dans cet univers, le reste est sans rapport) 
 (pré-publié dans Les Inrockuptibles)
- 2 Ordinateur mon ami, Dargaud, Paris, 1999
Scénario et dessin : Lewis Trondheim - Couleurs : Brigitte Findakly 
 (pré-publié dans SVM Mac et Astrapi)
- 3 Cyberculture mon amour, Dargaud, Paris, 2001
Scénario et dessin : Lewis Trondheim - Couleurs : Brigitte Findakly 
 (pré-publié dans SVM Mac et La Vie)
- 4 Top ouf, Dargaud, Paris, 2010
Scénario et dessin : Lewis Trondheim - Couleurs : Brigitte Findakly

### Autres albums mettant en scène Lapinot
- Un intérieur d'artiste, L'Association, Paris, 1991
Scénario et dessin : Lewis Trondheim
- Lapinot et les carottes de Patagonie, L'Association, Paris, 1992
Scénario et dessin : Lewis Trondheim
- Slaloms, L'Association, Paris, 1993
Scénario et dessin : Lewis Trondheim
- Mildiou, Le Seuil, 1994
Scénario et dessin : Lewis Trondheim
- Galopinot, L'Association, Paris, 1998
Scénario et dessin : Lewis Trondheim et Matt Konture
- Désœuvré, L'Association, Paris, 2005
Scénario et dessin : Lewis Trondheim

### Autres albums mettant en scène Richard
À l'Association, dans la collection Patte de mouche :
- 1 Richard et les quasars, L'Association, Paris, 2021
Scénario et dessin : Lewis Trondheim
- 2 Richard et les enfants d'Abraham, L'Association, Paris, 2021
Scénario et dessin : Lewis Trondheim
- 3 Richard au cimetière, L'Association, Paris, 2021
Scénario et dessin : Lewis Trondheim
- 4 Richard dans la salle d'attente, L'Association, Paris, 2021
Scénario et dessin : Lewis Trondheim
- 5 Richard et Dieu, L'Association, Paris, 2021
Scénario et dessin : Lewis Trondheim

## Récompenses
- 2005 : Prix de la série au festival d'Angoulême